# Collezioni musicali a Pistoia

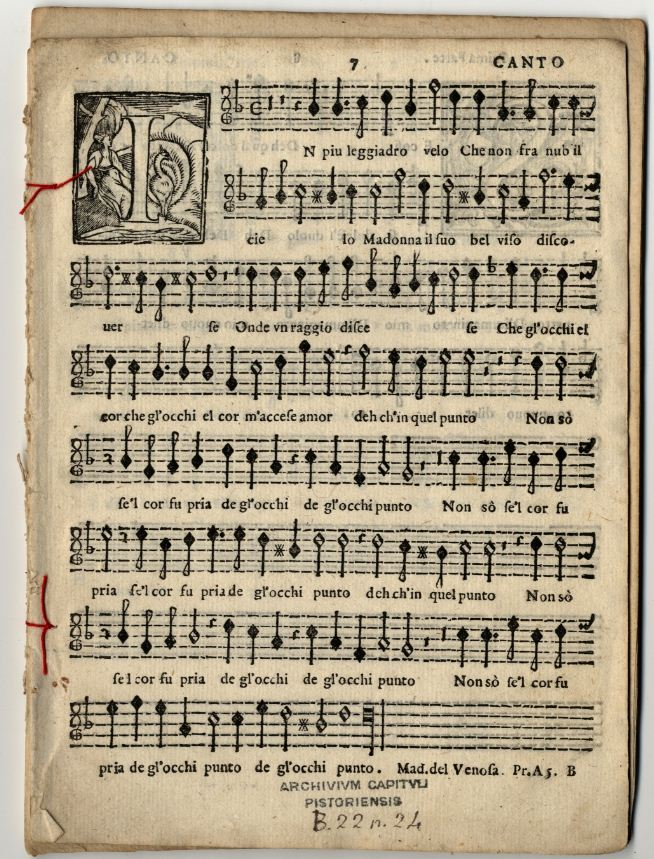
Musica a stampa nella Bibliotheca Musicalis dell'Archivio Capitolare

Le collezioni musicali a Pistoia tracciano un profilo cronologico della produzione musicale della città.

## Storia
Le prime attestazioni sono nate in relazione alle sacre rappresentazioni sulla Passione di Cristo che avevano luogo nella Loggia del Giuramento, momento centrale della vita cittadina, con tutta la popolazione coinvolta nelle spettacolari messe in scena. Dal Cinquecento la Cappella del Duomo divenne la principale organizzazione musicale, accanto alle singole parrocchie e alle chiese dell'ordine domenicano e di San Filippo, quest'ultima frequentata dalla nobiltà. Dal Seicento per la musica pistoiese furono centrali le famiglie dei Rospigliosi, dei Melani e dei Pasquini, che con le loro donazioni riuscirono a far eccellere sempre di più la cappella. In questo periodo si affermarono le dinastie di compositori Gherardeschi e Brunetti che hanno dominato la musica pistoiese anche nel Settecento. L'intera attività della cappella e il lavoro dei suoi maestri, costituito di composizioni ex-novo come di esecuzione e collezione di lavori di altri compositori, è confluita, e oggi è consultabile, nei documenti conservati nella Bibliotheca Musicalis dell'Archivio Capitolare e nella Biblioteca Forteguerriana, mentre il materiale prodotto dalle singole parrocchie è oggi reperibile tra l'Archivio di Stato, la Biblioteca Leoniana del Seminario Vescovile, l'Antica Biblioteca dei Canonici (oggi all'Archivio Capitolare) e la Biblioteca dei Domenicani.

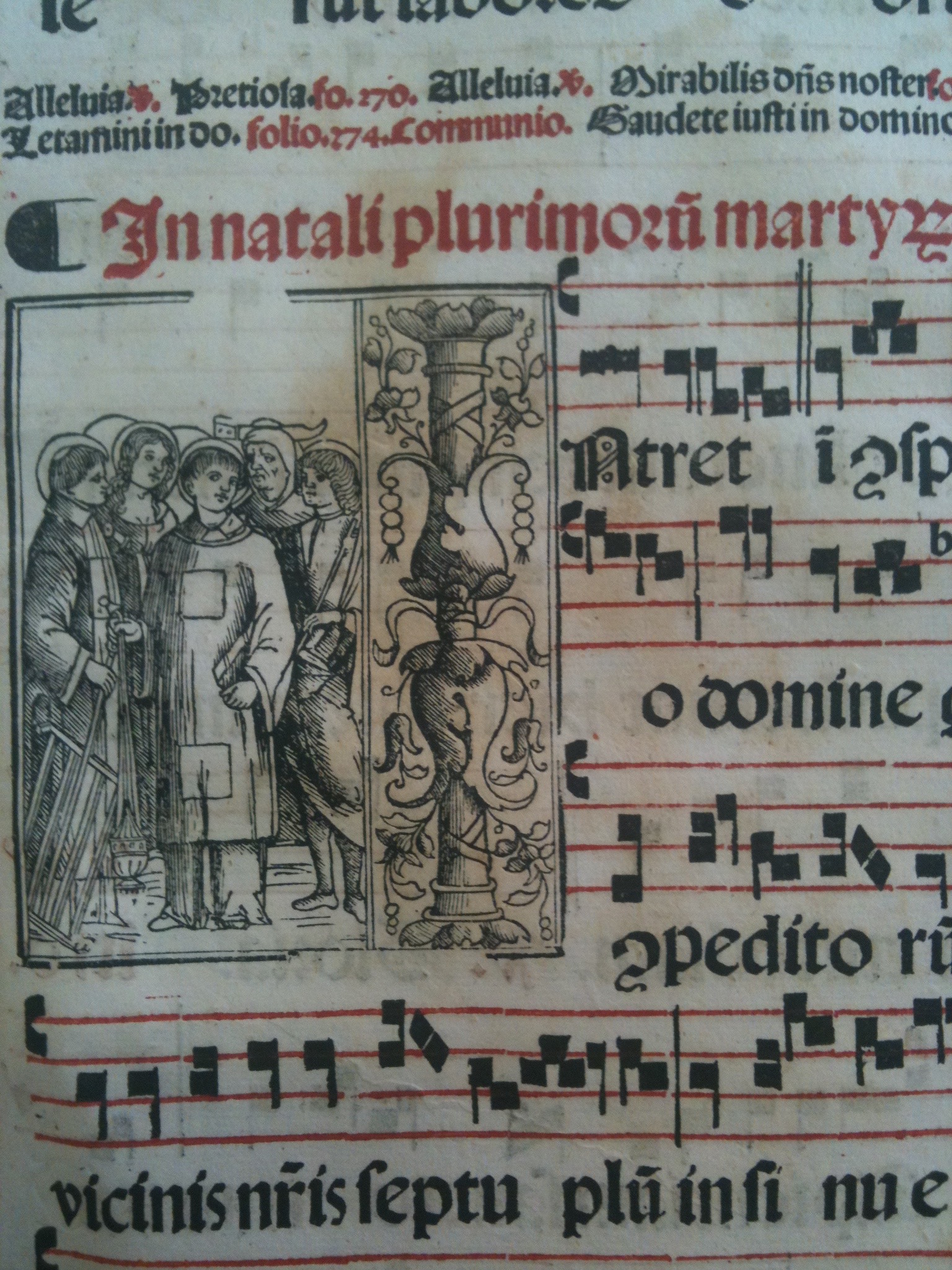
Musica a notazione quadrata nell'Archivio di Stato di Pistoia

Dal Seicento, le grandi famiglie nobiliari patrocinarono anche la produzione di opere liriche, soprattutto in ambito accademico (l'Accademia dei Risvegliati costruì il suo teatro nel 1677). I Melani fecero preparare i loro rampolli nella musica: Jacopo, Alessandro e Atto divennero stimati autori ed esecutori in tutta Italia e in Francia. Sono però ancora i Rospigliosi ad aver lasciato le tracce documentarie maggiori dell'attività operistica pistoiese dal Seicento in poi: il Fondo Rospigliosi (oggi diviso tra l'Archivio Capitolare e la Biblioteca Forteguerriana) attesta la grande vitalità musicale cittadina con una collezione di musiche dei più influenti compositori del mondo, replicate a Pistoia fino a tutto l'Ottocento, secolo in cui il salotto dei Rospigliosi fu uno dei centri culturali maggiori a livello locale, frequentato da molte celebrità. Accanto alla produzione profana non si spense mai l'attività sacra (come attestano il Fondo Musicale del Seminario, il Fondo della Parrocchia della Madonna dell'Umiltà, e il materiale musicale della Biblioteca Fabroniana, ricco di testi teorici e storici afferenti soprattutto al Settecento): il compositore ottocentesco Teodulo Mabellini, per esempio, scrisse indifferentemente opere liriche e musica sacra, e alcune sue composizioni sono oggi conservate in forma autografa nella Biblioteca Forteguerriana e nell'Archivio Capitolare (vedi le Fonti di Mabellini). Nell'Ottocento si formano la Filarmonica Borgognoni e la Scuola di Musica e Danza (poi intitolata proprio a Mabellini). 
La Filarmonica svolse un'intensa attività di produzione musicale e di diffusione della musica colta, grazie ai tanti arrangiamenti bandistici, oggi conservati nel loro archivio; la Scuola è tuttora in attività. Dal Novecento, la Filarmonica ha accompagnato anche i caffè concerto (le musiche prodotte per questa attività sono oggi al Cinema Globo) ed è anch'essa tuttora in attività (l'archivio del direttore Giuseppe Da Prato documenta la produzione della banda dal 1973). Nel XX secolo, il posseduto musicale di Pistoia si è arricchito delle donazione di molti privati cittadini, che hanno affidato i loro libri di argomento musicale alla Biblioteca Forteguerriana (Fondo Chiappelli, Fondo Martini, Fondo Bellini), alla Biblioteca Leoniana del Seminario (Fondo Mazzei e Fondo del collezionista Aldo Pacini, che contiene anche alcuni autografi ed edizioni a stampa antiche a lui appartenute). Un'eccezionale testimonianza di musica novecentesca è alla Scuola di Musica e Danza Mabellini: gli arrangiamenti autografi che Carlo Savina approntò per due concerti pistoiesi di musiche di Nino Rota eseguiti con l'Orchestra di Roma della RAI nel 1981.

## Elenco delle collezioni musicali
- Archivio Capitolare, vicolo Sozomeno 3[28], conserva:
  - Materiale musicale dell'Antica biblioteca dei Canonici: possiede le più antiche testimonianze della musica sacra pistoiese[9];
  - Bibliotheca Musicalis: conserva la maggior parte delle opere prodotte e collezionate dalla Cappella musicale del Duomo[1][5];
  - Branca del Fondo Rospigliosi più riferita alla musica sacra Sette-Ottocentesca.[12][13]
- Archivio di Stato di Pistoia, piazza delle Scuole Normali. Conserva musica antica e alcune edizioni a stampa del Cinquecento e del Settecento.[7]
- Biblioteca dei Domenicani, piazza San Domenico 1. Conserva musica liturgica sette-ottocentesca.[10]
- Biblioteca Fabroniana, piazzetta San Filippo 1. Conserva musica e trattati teorici soprattutto settecenteschi.[16]
- Biblioteca Forteguerriana, piazza della Sapienza. Conserva:
  - Materiale musicale afferente all'attività della cappella musicale del Duomo tra il Cinquecento e l'Ottocento[6];
  - Branca del Fondo Rospigliosi afferente soprattutto alla musica operistica e profana[11]
  - Fondo Alberto Chiappelli, con numerose pubblicazioni musicali[22];
  - Fondo Martini, contenente numerosi libretti e pubblicazioni sul teatro musicale[23];
  - Fondo Vittorio Bellini, contenente molte pubblicazioni musicali e periodici musicali novecenteschi[24].
- Biblioteca Leoniana del Seminario Vescovile, via Puccini 36. Conserva:
  - Materiale musicale raccolto nelle parrocchie[8];
  - Materiale musicale proveniente dalla parrocchia della Madonna dell'Umiltà[15];
  - Fondo musicale del Seminario, conserva materiale sacro e profano soprattutto sette-ottocentesco[14];
  - Fondo del collezionista Aldo Pacini, contenente anche autografi (l'opera Evelia di Virginio Cappelli del 1885) e pregiate edizioni a stampa del Settecento[26];
  - Fondo Mazzei, raccoglie monografie di argomento musicale e dischi di musica classica.[25]
- Filarmonica Borgognoni, parterre di piazza San Francesco 9. Contiene i fondi relativi alla sua attività:
  - Archivio della Filarmonica, contenente il materiale più antico[17];
  - Fondo del Cinema Globo, conserva le musiche che la Banda produceva per i caffè concerto[20];
  - Fondo Giuseppe Da Prato, conserva il materiale successivo al 1973.[21]
- Scuola di musica e danza «Mabellini», via Dalmazia 356. Contiene:
  - Materiale musicale della scuola[18]
  - Fondo Rota-Savina, contenente gli arrangiamenti autografi effettuati da Carlo Savina per un concerto di musiche di Nino Rota del 1981, eseguite dall'Orchestra di Roma della RAI diretta da Savina a Pistoia nel 1981.[27]